# Alpi australiane
Le Alpi australiane sono la più elevata catena montuosa dell'Australia. Sono situate nel sud-est dell'Australia, tra gli Stati del Nuovo Galles del Sud e di Victoria; costituiscono l'unico sistema montuoso australiano ad ospitare cime superiori ai 2000 metri, che risultano innevate in inverno.
Le Alpi australiane fanno parte della Grande Catena Divisoria, una serie di catene montuose che corrono per 3000 km lungo la costa orientale dell'Australia, dal nord del Queensland al Victoria. Esse fungono da spartiacque tra i corsi d'acqua che sfociano nell'Oceano Pacifico e quelli che si dirigono verso l'Indiano; tra questi ultimi, quasi tutti sfociano nel fiume Murray.
Alle Alpi australiane appartengono i Monti Nevosi (Snowy Mountains), nel Nuovo Galles del Sud.